# Tekstilschtschik Iwanowo
Der FK Tekstilschtschik Iwanowo (russisch футбольный клуб Текстильщик Иваново) ist ein russischer Fußballverein. Der Sitz des Vereines ist in Iwanowo.

## Geschichte
Der Verein wurde 1937 als Spartak Iwanowo gegründet. Erst 1958 bekam er den heutigen Namen. 2006 stieg die Mannschaft in die zweite russische Liga (1. Division) auf, stieg aber umgehend wieder ab. 2019 nach dem Gewinn der Staffelmeisterschaft West im Perwenstwo PFL konnte der erneute Aufstieg in die zweite Liga gefeiert werden.

## Erfolge
- Staffelmeister in der dritten russischen Liga: 2006, 2019

## Bekannte ehemalige Spieler
- Sergei Pessjakow
- Abdou Jammeh